# Manoir de Soukanpohja
Le manoir de Soukanpohja (finnois : Soukanpohjan kartano) est un manoir situé dans le quartier d'Espoonlahti à Espoo en Finlande.

## Présentation
Le manoir de Soukanpohja est situé  dans la vallée de Soukanpohja, dans le quartier d'Espoonlahti près de sa frontière nord avec Soukka.
La zone fait partie du parc sportif d'Espoonlahti.
Le manoir de Soukanpohja est le seul manoir du sud d'Espoo qui ait survécu en tant que groupe homogène de bâtiments.
Les premières sources écrites de la zone datent de 1540, quand il y avait deux maisons dans la vallée.
Selon la carte de 1698, le village Soukka se trouvait sur le même site que le manoir de Soukanpohja,.
L'ancien bâtiment principal de Soukanpohja a été construit dans les années 1830,.
Le bâtiment principal a été agrandi de deux étages en 1904,.
L'ancien bâtiment principal a été détruit par un incendie en 2010,.
Le bâtiment principal actuel a été conçu par l'architecte Juha Paananen et a été construit en 2021
Dans l'enceinte du manoir, il y a un bâtiment d'aile plus ancien (ancienne maison des maçons), les dépendances conçues par l'architecte Gunnar Wahlroos dans les années 1920, un sauna et un garage conçus par l'architecte Kirmo Mikkola.
On trouve dans le parc du manoir de grands peupliers argentés dont le plus gros mesure 509 cm de circonférence à une hauteur de 130 cm.
Les anciens bâtiments agricoles du manoir (grange, porcherie et grange) sont utilisés par l'école équestre d'Espoonlahti depuis 1974,.

## Galerie

Le manoir et son parc.
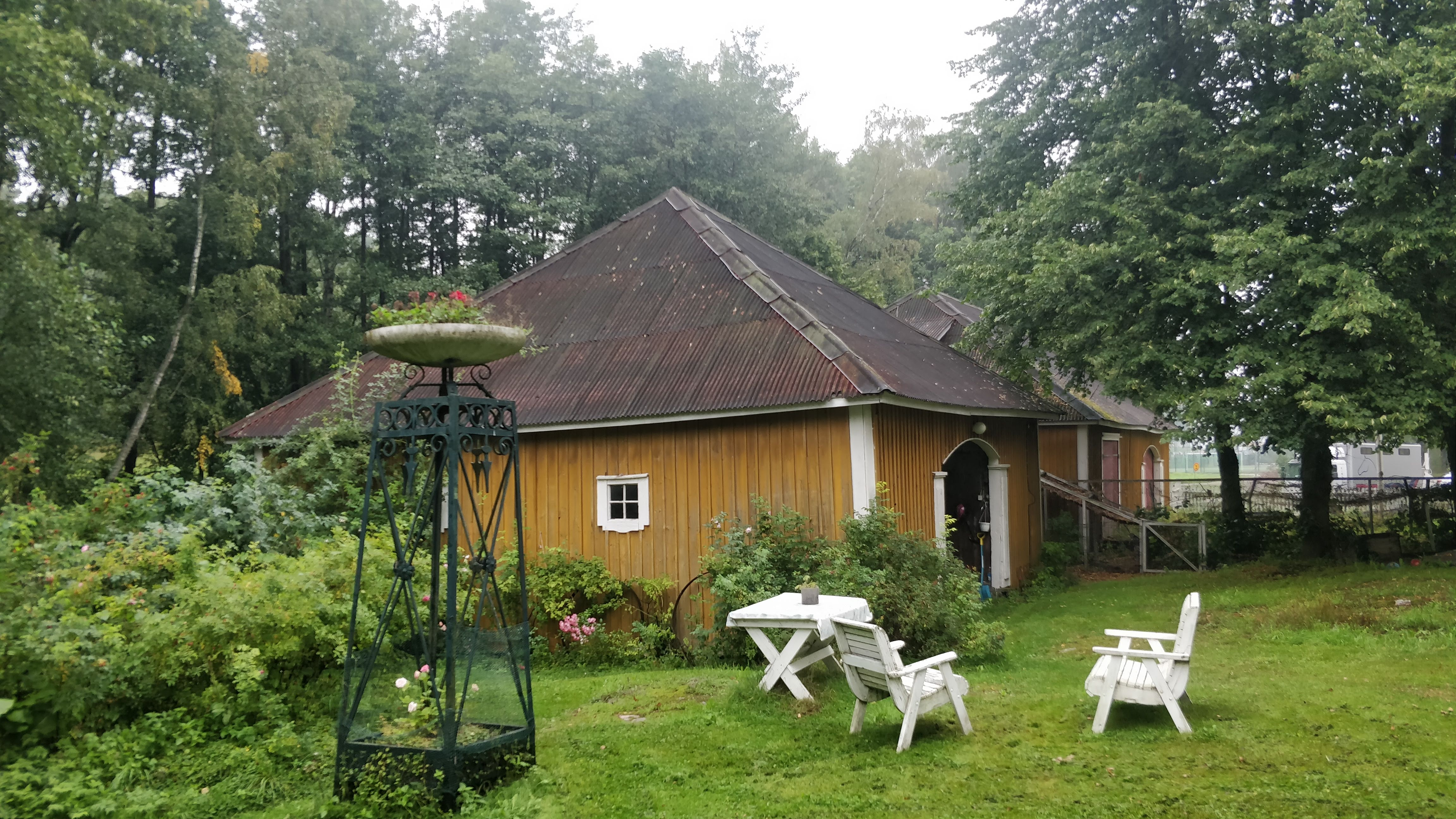
Dépendances conçues par Gunnar Wahlroos.
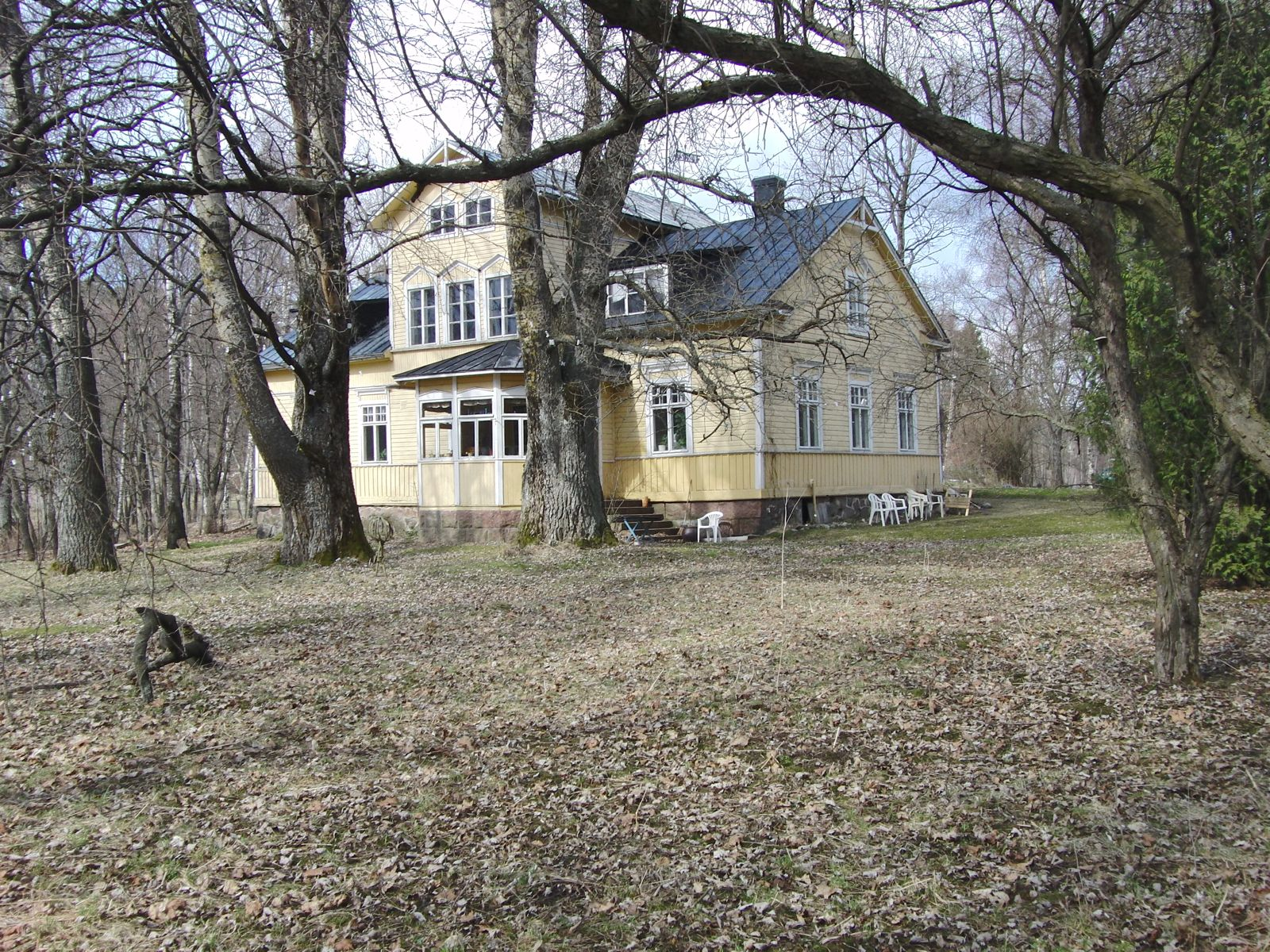
Ancien bâtiment principal du manoir.